# Sterne huppée
Thalasseus bergii
Vous lisez un « article de qualité » labellisé en 2011.
Espèce
Synonymes
- Sterna bergii Lichtenstein, 1828
(protonyme)

Statut de conservation UICN

 LC  : Préoccupation mineure
La Sterne huppée (Thalasseus bergii) est une espèce d'oiseau appartenant à la famille des Laridés dont le nom scientifique célèbre le naturaliste, médecin et explorateur allemand Karl Heinrich Bergius (v. 1790-1818). C'est un oiseau de mer qui niche en colonies denses sur les côtes et les îles des régions tropicales et subtropicales de l'Ancien Monde. Ses cinq sous-espèces se reproduisent de l'Afrique du Sud aux côtes de l'océan Indien et jusqu'aux îles du centre de l'océan Pacifique et de l'Australie. Toutes les populations se dispersent largement dans l'aire de reproduction après la nidification.
Cette grande sterne est très proche de la Sterne royale et de la Sterne voyageuse, mais s'en distingue par la taille et la couleur de son bec. La Sterne huppée a le dos gris, le ventre blanc, un bec jaune et une crête en broussaille noire qui s'estompe en hiver. Les jeunes ont un aspect très différent, avec un plumage constitué de gris, de brun et de blanc ; ils comptent sur leurs parents pour les nourrir plusieurs mois après leur envol. Comme tous les membres du genre Thalasseus, la Sterne huppée se nourrit le plus souvent en plongeant en mer pour attraper les poissons qu'elle avale ensuite en vol. Comme chez la plupart des sternes, les mâles offrent des poissons à leurs femelles lors des parades nuptiales.
Cet oiseau est une espèce adaptable qui a appris à suivre les bateaux de pêche qui jettent par-dessus bord les prises non commercialisables, et peut utiliser des sites de nidification inhabituels tels que des toits des bâtiments et des îles artificielles dans les marais salants et les stations de traitement des eaux usées. Les œufs et les jeunes sont dérobés par les goélands et les ibis. Les activités humaines comme la pêche, la chasse et la récolte des œufs ont causé une diminution de certaines populations locales. La conservation de cet oiseau ne cause cependant pas de préoccupation au niveau mondial, avec une population stable de plus de 500 000 individus.

## Description

### Mensurations et plumage
La Sterne huppée est une grande sterne avec un long bec jaune mesurant de 5,4 à 6,5 cm, des pattes noires et une huppe d'un noir brillant, ébouriffée à l'arrière. Les adultes reproducteurs de la sous-espèce T. b. bergii mesurent 46 à 49 cm de long, avec une envergure de 125 à 130 cm et pèsent de 325 à 397 g.

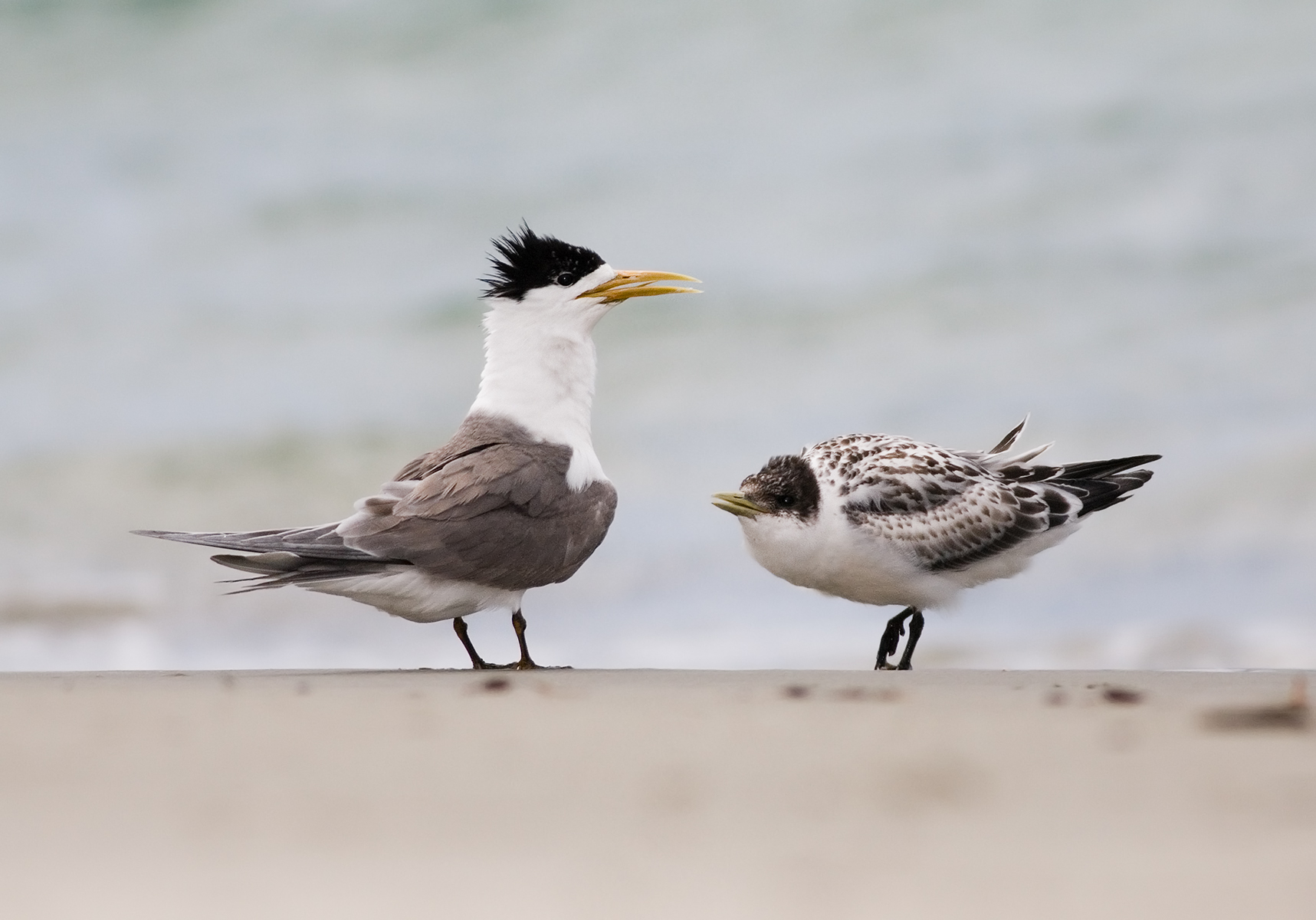
Adulte et juvénile sur l'île Bruny.
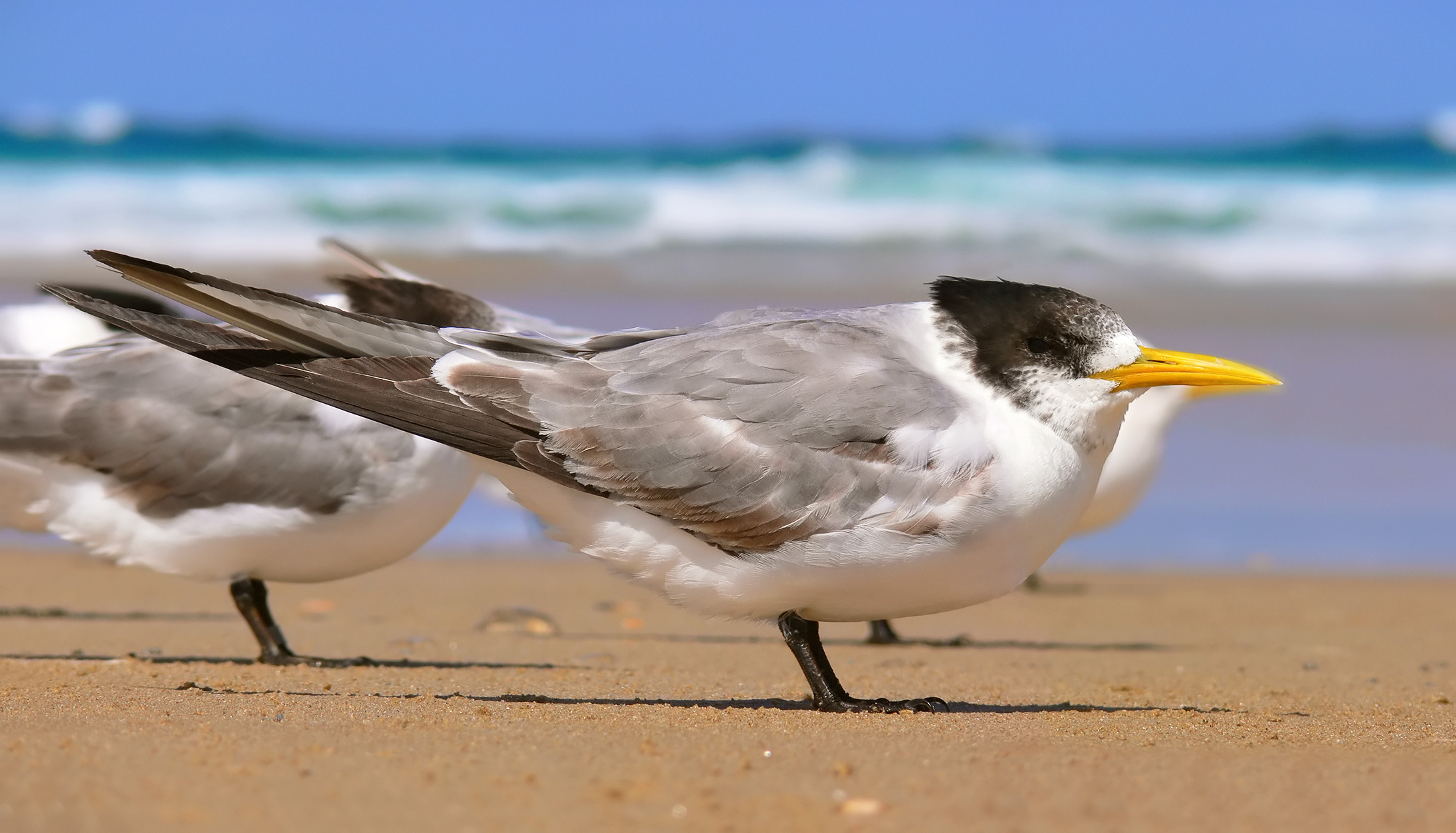
T. b. cristata d'un an.
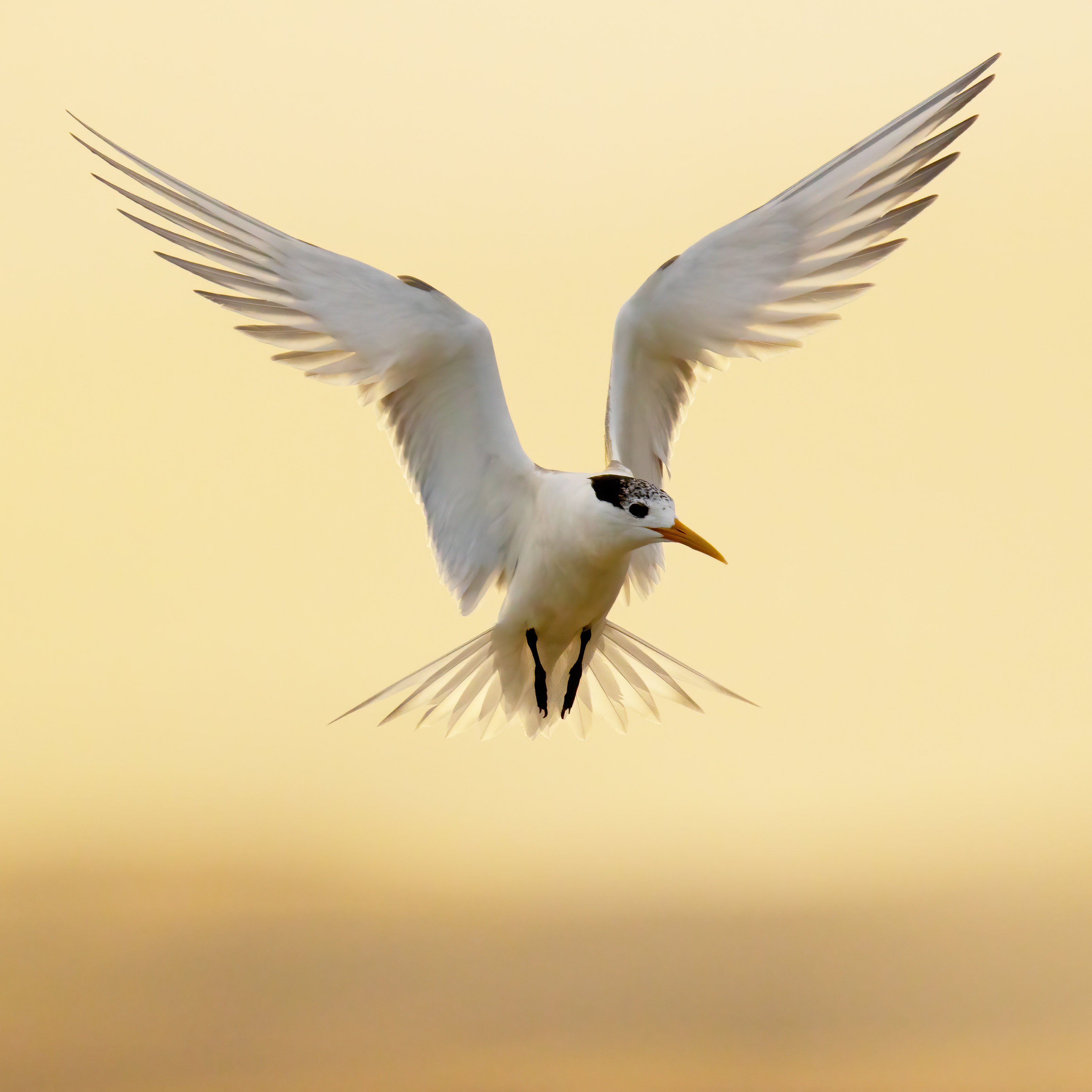
Sterne huppée en vol en Tasmanie, Australie. Février 2021.

Le front et le ventre sont blancs, le dos et l'intérieur des ailes sont gris sombre. En hiver, le plumage du dos devient gris pâle et la calotte devient blanche, se fondant à l'arrière avec une crête poivre et sel et un masque noir. Les adultes des deux sexes sont en apparence identiques, mais les jeunes sont caractéristiques, avec une tête comme les adultes en hiver et le dos constitué d'un mélange de gris, de brun et de blanc ; les ailes repliées présentent des barres foncées. Après la mue, les jeunes sternes ressemblent aux adultes mais ont des motifs bigarrés sur les ailes et une barre sombre sur les plumes de contour.
Les sous-espèces du Nord, T. b. velox et T. b. thalassina arborent leur plumage nuptial de mai à septembre ou octobre, alors que cette période pour les deux sous-espèces d'Afrique australe s'étend de décembre à avril. Pour T. b. cristata, la période de mue dépend des localités : les oiseaux dont les aires de reproduction se trouvent en Australie et en Océanie sont en plumage nuptial de septembre à avril, mais ceux qui nichent en Thaïlande, en Chine et à Sulawesi arborent celui-ci de février à juin ou juillet.

### Espèces proches
La Sterne royale est semblable en taille à la Sterne huppée, mais a une forme plus ramassée, des ailes plus larges, un dos plus pâle et un bec moins pointu et plus orange. La Sterne huppée est souvent associée à la Sterne voyageuse, mais elle est 25 % plus grande qu'elle, avec un bec proportionnellement plus long, une tête plus longue et plus lourde, un corps plus volumineux. De plus, la Sterne voyageuse a un bec orange, et son plumage immature est beaucoup moins varié que celui de la Sterne huppée.

## Écologie et comportement

### Voix
La Sterne huppée est très bruyante, en particulier en période de reproduction. Elle manifeste sa présence sur son territoire par un appel fort, rauque, rappelant le croassement du corbeau. D'autres cris comprennent un korrkorrkorr lancé au nid par des oiseaux anxieux ou excités et un cri wep wep en vol.

### Reproduction

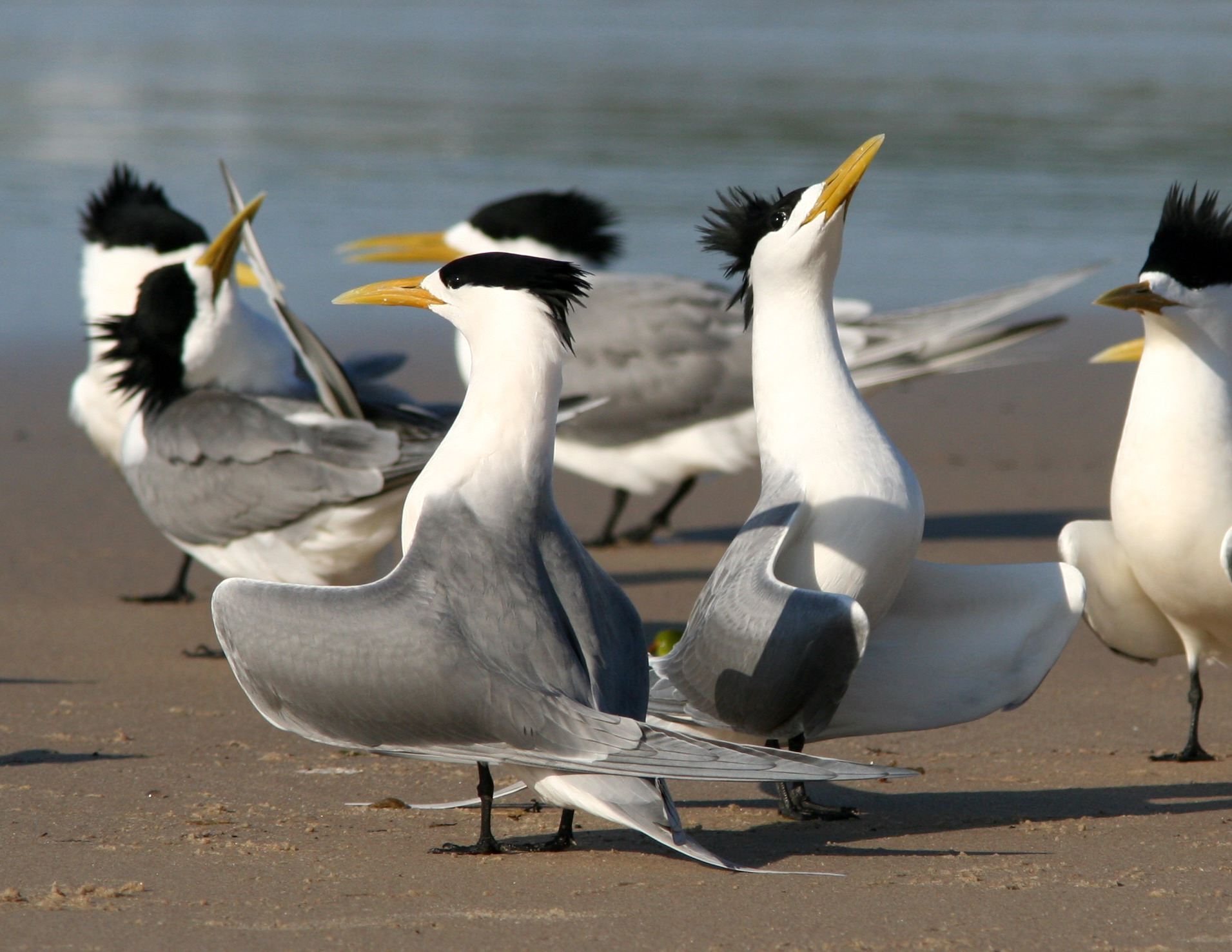
T. b. cristata paradant.

La Sterne huppée niche en colonies, souvent en association avec d'autres oiseaux marins. Elle est monogame et le couple reste uni tout au long de l'année et parfois sur plusieurs saisons de reproduction consécutives. La taille de la colonie est liée à l'abondance des proies pélagiques. La plus grande colonie connue, avec 13 000 à 15 000 couples, se trouve dans le golfe de Carpentarie dans le Nord de l'Australie, une région qui abrite également de grandes colonies d'autres oiseaux marins. Comme la nidification dans cette région suit les inondations de la mousson d'été, elle est probablement une réponse à la hausse des stocks de poissons, elle-même liée aux cours d'eau en crues fournissant des éléments nutritifs supplémentaires dans le Golfe. Cette sterne ne montre pas de fidélité à son site de reproduction, changeant fréquemment de site d'année en année, se déplaçant parfois sur plus de 200 km.

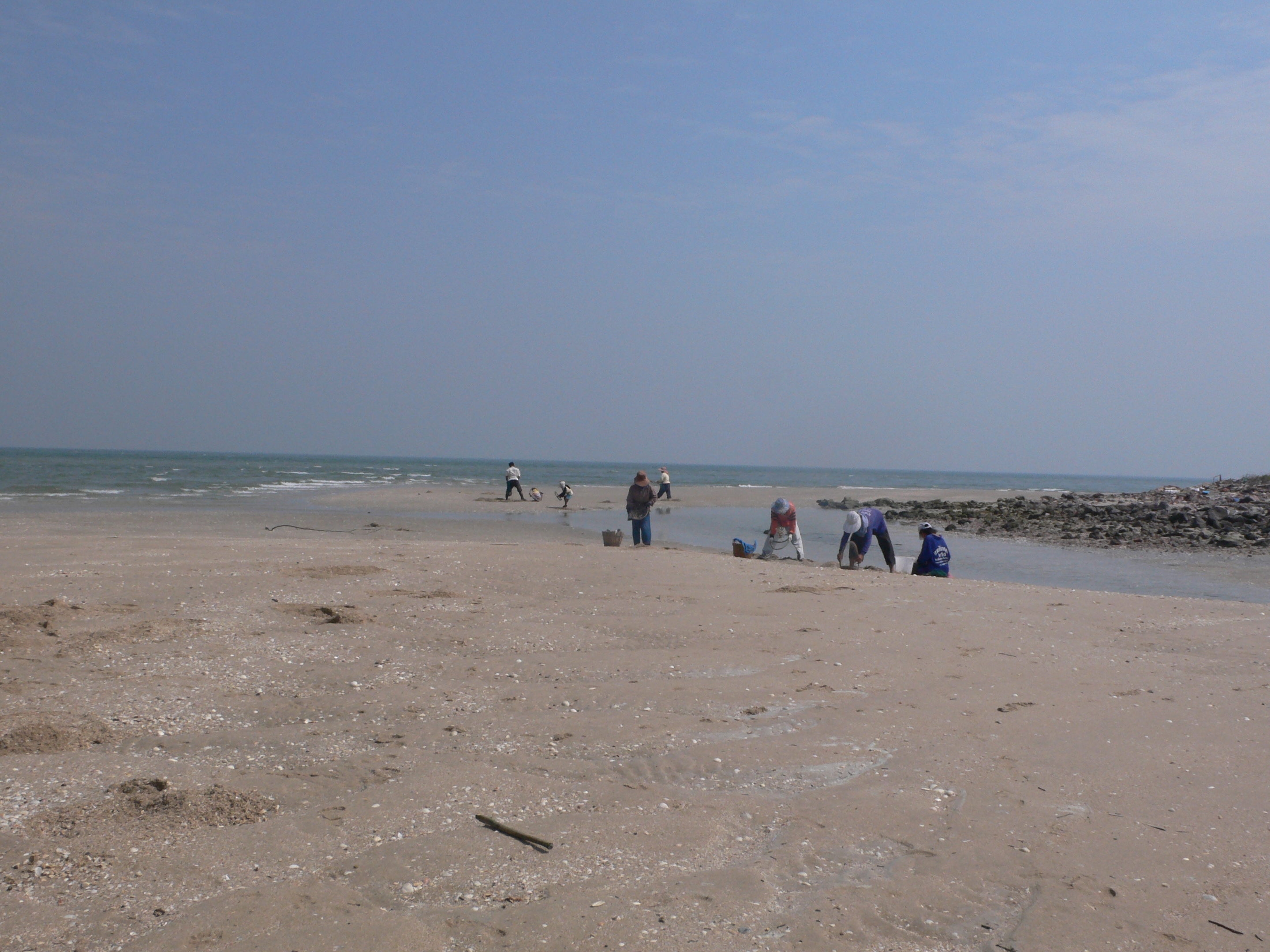
Les îles tropicales sablonneuses sont utilisées pour la reproduction et le repos, mais peuvent être perturbées par l'activité humaine.

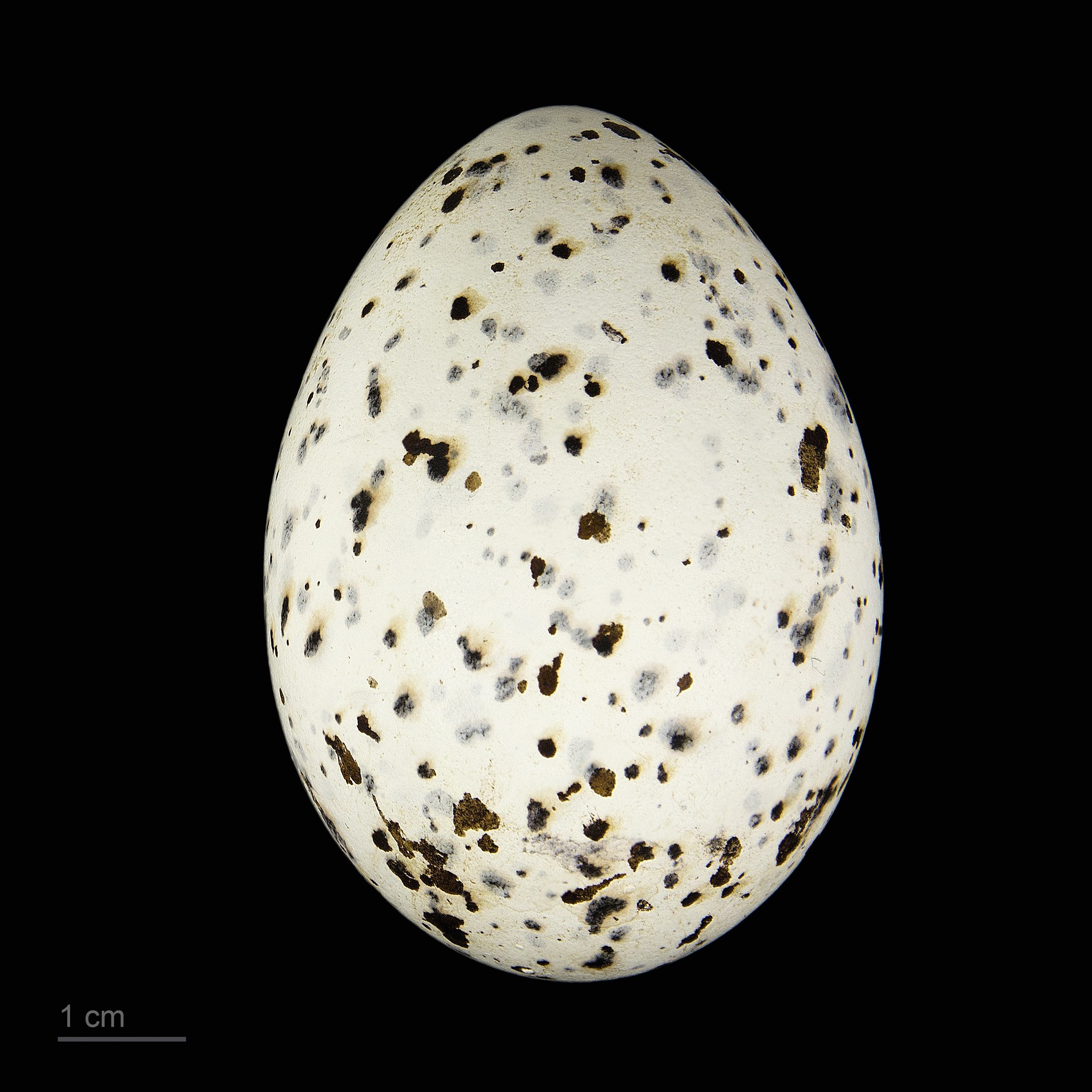
Œuf de Thalasseus bergii - Muséum de Toulouse.

La Sterne huppée définit une petite zone de la colonie pour préparer son nid et, au départ, empêche toute autre sterne d'entrer sur son territoire. Si l'intrus est un autre mâle, il est normalement vigoureusement repoussé par le « propriétaire des lieux ». Une femelle entrant dans la zone de nidification réagit passivement à l'agression du mâle, lui permettant ainsi de reconnaître son sexe et de pouvoir former un couple, avec des mouvements de tête de haut en bas ; ce comportement est souvent répété au cours de la période de nidification pour renforcer les liens du couple. Les sternes peuvent également utiliser des poissons dans le cadre de leur parade amoureuse. Un oiseau vole autour de la colonie avec un poisson dans le bec et en criant ; son partenaire peut également s'envoler, mais le couple se pose finalement et procède à l'échange.

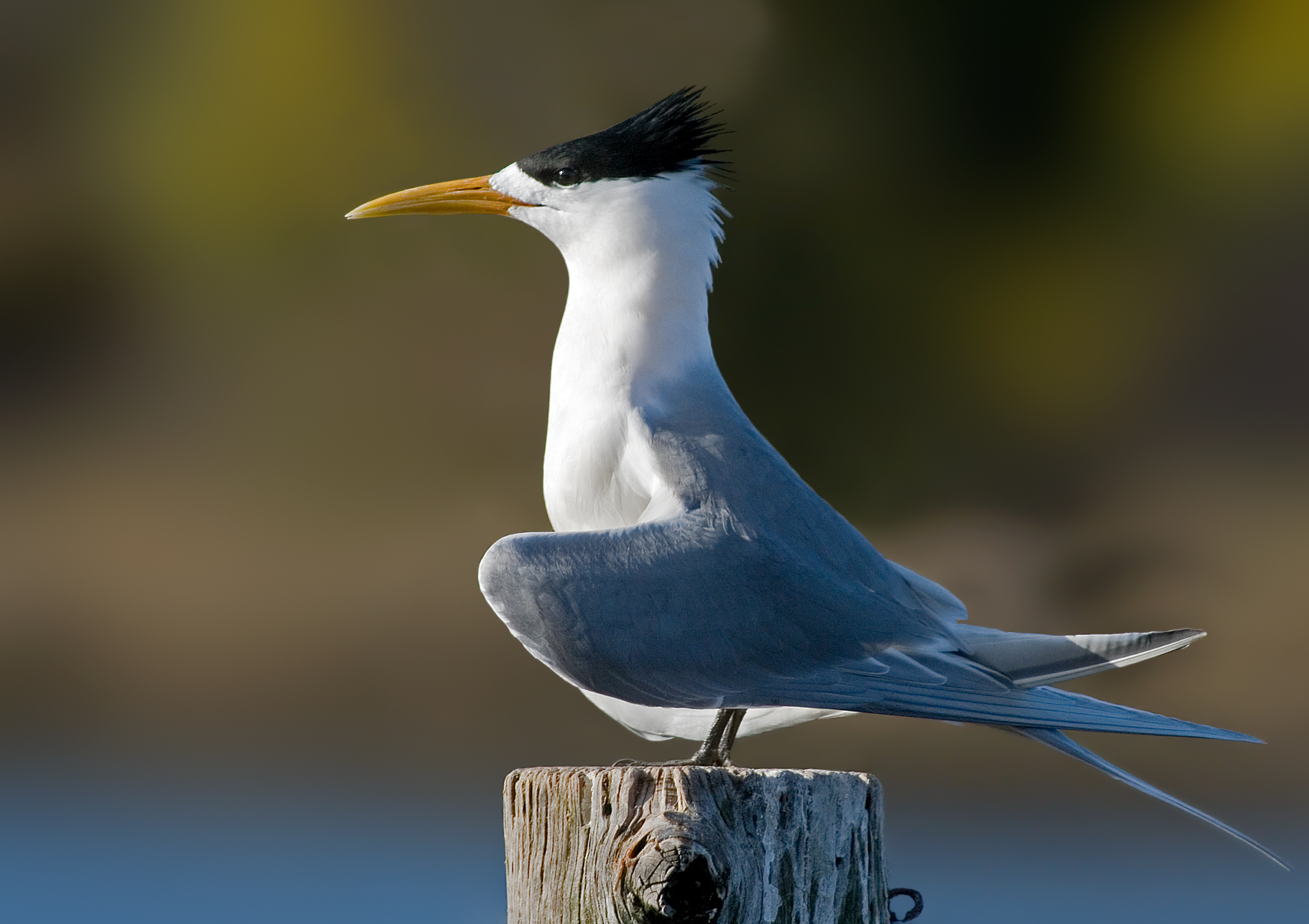
Parade en Tasmanie.

Le nid est un trou gratté dans le sable d'une zone dégagée, sur un terrain plat ou quelquefois en pente. Il est souvent nu, mais est parfois tapissé avec des pierres ou des os de seiches. La femelle pond un, parfois deux œufs qui sont incubés par les deux parents pendant 25 à 30 jours avant qu'ils n'éclosent. Les œufs sont crème avec des marbrures noirâtres. La ponte est synchronisée dans une colonie de reproduction et encore plus étroitement dans les sous-colonies. Les parents ne reconnaissent pas leurs propres œufs ou les poussins récemment éclos, mais sont capables de distinguer leurs poussins lorsque ceux-ci ont deux jours, peu de temps avant qu'ils ne commencent à sortir du nid. Les jeunes poussins, qui sont très pâles avec quelques petites taches noires, sont protégés et nourris par les deux parents, mais peuvent être temporairement accueillis au sein de crèches collectives lorsqu'ils grandissent. Les jeunes sternes peuvent voler vers 38 à 40 jours, mais restent dépendantes de leurs parents même après avoir quitté la colonie, jusqu'à ce qu'elles aient environ quatre mois.

### Alimentation

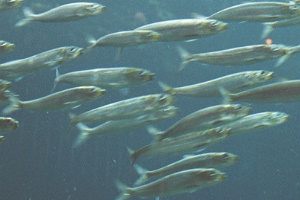
Les sardines sont une des principales ressources alimentaires des sternes.

Les poissons constituent une grande part du régime alimentaire de la Sterne huppée. Ils représentent près de 90 % de ses proies, le reste comprenant des céphalopodes, des crustacés et des insectes. Plus rarement, ces sternes peuvent consommer des vertébrés comme les lézards et les tortues vertes nouvellement écloses.
La Sterne huppée se nourrit principalement en mer, en plongeant à une profondeur d'un mètre ou alors en saisissant ses proies en surface, au ras de l'eau. La proie est généralement avalée en vol. Les oiseaux peuvent aller se nourrir en mer jusqu'à une distance du nid de 10 km pendant la saison de reproduction. La taille des proies varie de 7 à 138 mm de longueur et leur poids peut aller jusqu'à 30 g. Les bancs de poissons pélagiques tels que les anchois et les sardines constituent des proies typiques mais il faut y ajouter des espèces rejetées par la pêche commerciale. Cette sterne suit activement les chalutiers, y compris la nuit et, au cours de la saison de pêche au chalut, les déchets peuvent constituer 70 % de son alimentation. L'industrie de la pêche à la crevette est une source particulièrement importante de nourriture supplémentaire pour cette sterne, puisque normalement, les crevettes ne représentent que 10 à 20 % de leurs captures, le reste étant composé de menu fretin comme les poissons de la famille des apogonidés ou de celle des gobiidés.

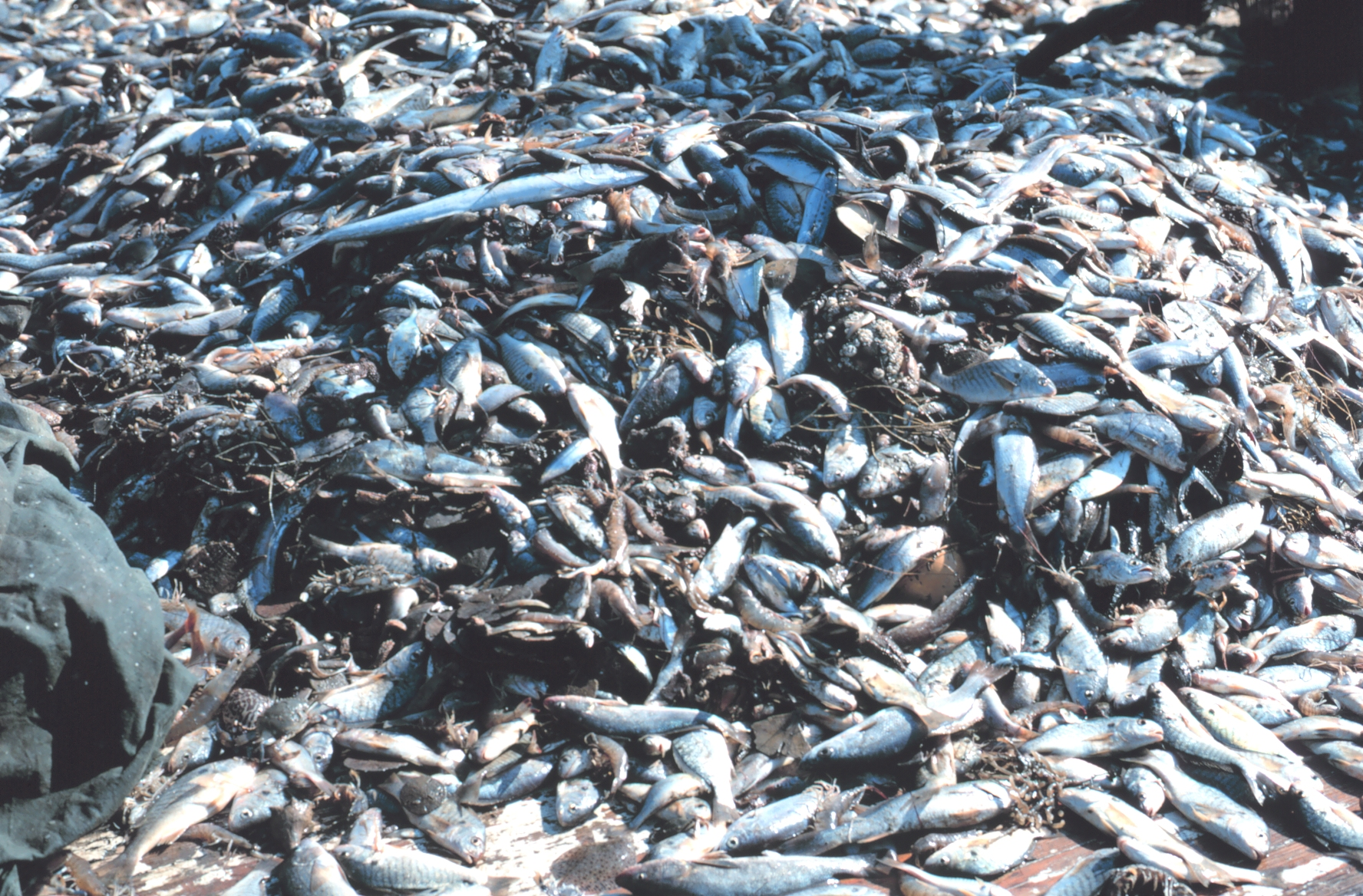
Les rebuts de la pêche à la crevette peuvent fournir une nourriture abondante aux sternes.

Une étude sur les Sternes huppées vivant sur la grande barrière de corail a montré que leur population a été multipliée par dix, probablement grâce à la nourriture supplémentaire que représentent les rebuts des chalutiers. Cette étude a également suggéré que les populations d'autres espèces de sternes, telles que les sternes voyageuses (Thalasseus bengalensis) et fuligineuses (Onychoprion fuscatus) se sont déplacées vers des zones où la nourriture naturelle est plus abondante, nichant désormais sur une partie du récif où la pêche est interdite. Il est possible que la forte augmentation du nombre de Sternes huppées ait affecté ces autres espèces par la concurrence pour la nourriture et pour les sites de nidification.
Les sternes ont des gouttelettes d'huile rouge, contenant des caroténoïdes, dans les cônes de leurs rétines. Cela améliore le contraste et aiguise la vision à distance, en particulier dans des conditions brumeuses. Les oiseaux qui doivent voir au travers d'une interface air/eau, tels que les sternes et les mouettes, ont des pigments caroténoïdes plus fortement colorés dans les gouttelettes d'huile de leurs cônes que les autres espèces d'oiseaux. L'amélioration de l'acuité visuelle permet aux sternes de mieux localiser les bancs de poissons, mais on ne sait pas si elle leur permet de mieux repérer les bancs de phytoplancton dont se nourrissent les poissons ou de mieux repérer d'autres sternes en train de plonger pour se nourrir. Contrairement à d'autres espèces de laridés, les yeux des sternes ne sont pas particulièrement sensibles à l'ultraviolet, sensibilité qui semble être une adaptation plus utile aux oiseaux qui se nourrissent près des terres comme les mouettes.

## Distribution et habitat

Répartition mondiale de la Sterne huppée.

La Sterne huppée se reproduit dans les zones tropicales et tempérées chaudes côtières de l'Ancien Monde depuis l'Afrique du Sud, le long des côtes de l'océan Indien jusqu'au Pacifique et l'Australie. Les sous-espèces T. b. bergii et T. b. enigma nichent depuis la Namibie jusqu'en Tanzanie et, éventuellement, sur les îles autour de Madagascar. Il y a ensuite une rupture dans la zone de reproduction de cette espèce jusqu'en Somalie et en mer Rouge, et une autre zone de rupture plus à l'est, dans le Sud de l'Inde.
La Sterne huppée niche sur de nombreuses îles de l'océan Indien, comme Etoile et Aldabra aux Seychelles, dans l'archipel des Chagos et Rodrigues. Il y a de nombreuses colonies dans des îles du Pacifique, comme aux Kiribati, aux Fidji, aux Tonga, aux îles de la Société et sur l'archipel des Tuamotu.
Les nids sont situés sur des monticules de sable, dans les rochers, ou sur des îles de corail, parfois parmi des arbustes rabougris, souvent sans aucun abri. Quand elle ne se reproduit pas, la Sterne huppée se perche ou se repose sur les plages dégagées, moins souvent sur les bateaux, les pilotis, les bâtiments portuaires ou les monticules de sel dans les lagunes. Elle va rarement dans les criques et les lagunes.

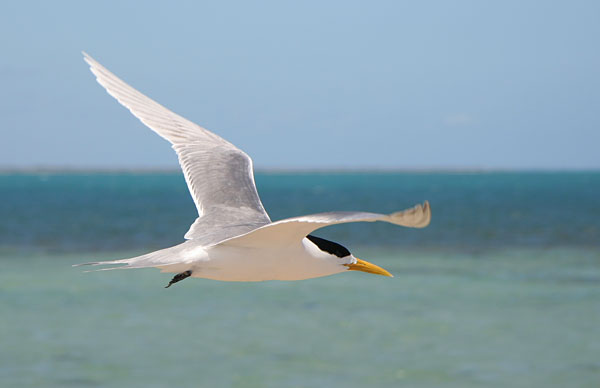
Sterne huppée en vol.

Toutes les populations de Sterne huppée se dispersent après la reproduction. Quand les oiseaux d'Afrique australe quittent les colonies de Namibie et de l'Ouest de la province du Cap, la plupart des adultes se dirige vers le littoral de l'Afrique du Sud baigné par l'océan Indien. Beaucoup de jeunes oiseaux font également le voyage, parfois sur plus de 2 000 km, mais d'autres se déplacent vers le nord le long de la côte ouest. T. b. thalassina hiverne sur la côte est de l'Afrique, au Nord du Kenya et en Somalie et peut aller aussi loin que le sud de Durban. Les populations de T. b. velox nichant dans l'Est du golfe Persique semblent être sédentaires, se contentant de se disperser dans la région plutôt que de vraiment migrer, mais celles qui se reproduisent en mer Rouge migrent l'hiver le long de la côte d'Afrique de l'Est jusqu'au Kenya. T. b. cristata reste la plupart du temps à moins de 400 km de ses zones de nidification, mais certains oiseaux se déplacent à près de 1 000 km. Cette espèce peut aller accidentellement à Hawaï, en Nouvelle-Zélande,, en Corée du Nord, en Jordanie et en Israël.

## Taxonomie
Les sternes sont des oiseaux de mer de taille petite à moyenne, étroitement liées dans l'ordre des Charadriiformes aux mouettes et goélands, aux becs-en-ciseaux et aux labbes. Elles ressemblent beaucoup aux mouettes mais ont généralement une allure plus légère, de longues ailes pointues (ce qui leur donne un vol rapide, dynamique), une queue profondément fourchue et de longues jambes charnues. La plupart des espèces sont grises dessus et blanches dessous et ont une calotte noire qui diminue de taille ou se tache de blanc en hiver.
|  | \| \| T. bengalensis \| \| \| \| \| \| T. maximus \| \| \| \| |
|  |                                                               |
|  | T.bergii                                                      |
|  |                                                               |
|  | T. bengalensis                                                |
|  |                                                               |
|  | T. maximus                                                    |
|  |                                                               |

|  | T. bengalensis |
|  |                |
|  | T. maximus     |
|  |                |

|  | T. sandvicensis |
|  |                 |
|  | T. elegans      |
|  |                 |

La Sterne huppée a été initialement décrite sous le protonyme de Sterna bergii par le naturaliste allemand Martin Lichtenstein en 1823, mais a été déplacée dans le genre Thalasseus, après que les études sur l'ADN mitochondrial eurent confirmé que les trois principaux types de tête des sternes (pas de calotte noire, calotte noire, calotte noire avec front blanc) correspondaient à des clades distincts.
Les espèces les plus proches de la Sterne huppée au sein de son genre semblent être la Sterne voyageuse (T. bengalensis) et la Sterne royale (T. maximus). L'étude de l'ADN des différentes sternes n'a pas compris la Sterne d'Orient (T. bernsteini) en danger critique d'extinction, mais comme cette espèce était autrefois considérée comme une variété de Sterne huppée faisant partie de la sous-espèce T. b. cristatus, elle lui est aussi probablement très étroitement liée.
Le nom de genre de la Sterne huppée est dérivé du grec thalassa pour « mer » en référence à son habitat, et la dénomination spécifique bergii célèbre Karl Heinrich Bergius, un pharmacien et botaniste de Prusse qui a collecté les premiers spécimens de cette sterne près du Cap.
La Sterne huppée a cinq sous-espèces reconnues aux distributions géographiques distinctes, qui diffèrent principalement par la couleur du ventre et du bec. Elles sont énumérées ci-dessous dans l'ordre taxonomique. Un nombre égal d'autres sous-espèces possibles a été proposé, mais ne sont pas considérées comme valides.
| Sous-espèces                                                      | Aire de reproduction                                           | Caractéristiques                                                                        | Estimations de la population                                                                              |
| ----------------------------------------------------------------- | -------------------------------------------------------------- | --------------------------------------------------------------------------------------- | --- |
| T. b. bergii (Lichtenstein, 1823)                                 | Côtes de l'Afrique du Sud et de la Namibie                     | Gris foncé au-dessus, légèrement plus grande que thalassinus, moins blanche sur la tête | 20 000 individus (dont 6 336 couples reproducteurs en Afrique du Sud et plus de 1 682 couples en Namibie) |
| T. b. enigma, (Clancey, 1979)                                     | Du delta du Zambèze, Mozambique, à Durban, en Afrique du Sud.  | Sous-espèce la plus pâle                                                                | 8 000 à 10 000 individus à Madagascar et au Mozambique                                                    |
| T. b. thalassinus (Stresemann, 1914) Protonyme : S. b. thalassina | Océan Indien occidental.                                       | Petite et pâle, plus grande et moins pâle dans le sud de son territoire.                | 2 550 à 4 500 individus en Afrique de l'Est et aux Seychelles.                                            |
| T. b. velox (Cretzschmar, 1827) Protonyme : Sterna velox          | Mer Rouge, golfe Persique, Nord de l'océan Indien.             | La plus grande, la plus lourde, la plus sombre et celle possédant le plus long bec.     | 33 000 au Moyen-Orient (4 000 couples à Oman et 3 500 couples sur les îles au large de l'Arabie saoudite) |
| T. b. cristatus (Stephens, 1826) Protonyme : Sterna cristata      | Est de l'océan Indien, Australie et Ouest de l'océan Pacifique | Comme T. b.bergii, avec queue, croupion et dos concolores. Plus pâles en Australie.     | Plus de 500 000 individus en Australie                                                                    |

D'après la classification de référence (version 14.1, 2024) de l'Union internationale des ornithologues, la Sterne huppée possède 4 sous-espèces (ordre philogénique).
Thalasseus bergii enigma est considérée comme une sous-population de Thalasseus bergii bergii et Thalasseus bergii gwendolenae est considérée comme une sous-population de Thalasseus bergii cristatus.

## Conservation

### Menaces
En Afrique du Sud, cette espèce s'est adaptée à l'urbanisation et niche sur les toits des maisons, parfois en compagnie de la Mouette de Hartlaub (Chroicocephalus hartlaubii). En 2000, 7,5 % de la population de sternes nichait sur les toits. Les sternes ont également récemment colonisé des îles artificielles dans les marais salants et les stations de traitement des eaux usées.
Les sternes adultes ont peu de prédateurs mais, en Namibie, les oiseaux immatures sont souvent privés de leur nourriture par les Goélands dominicains (Larus dominicanus), et on a observé des espèces, comme la Mouette de Hartlaub, la Mouette argentée (Chroicocephalus novaehollandiae) et l'Ibis sacré (Threskiornis aethiopicus) qui se nourrissaient d'œufs ou d'oisillons, en particulier lorsque les colonies de sternes sont perturbées,. Les petites sous-colonies sont plus souvent soumises à la prédation. En Australie, on a constaté des prédations par des chats et des chiens et des décès par balles ou des collisions avec des voitures, des fils électriques ou des lampadaires.

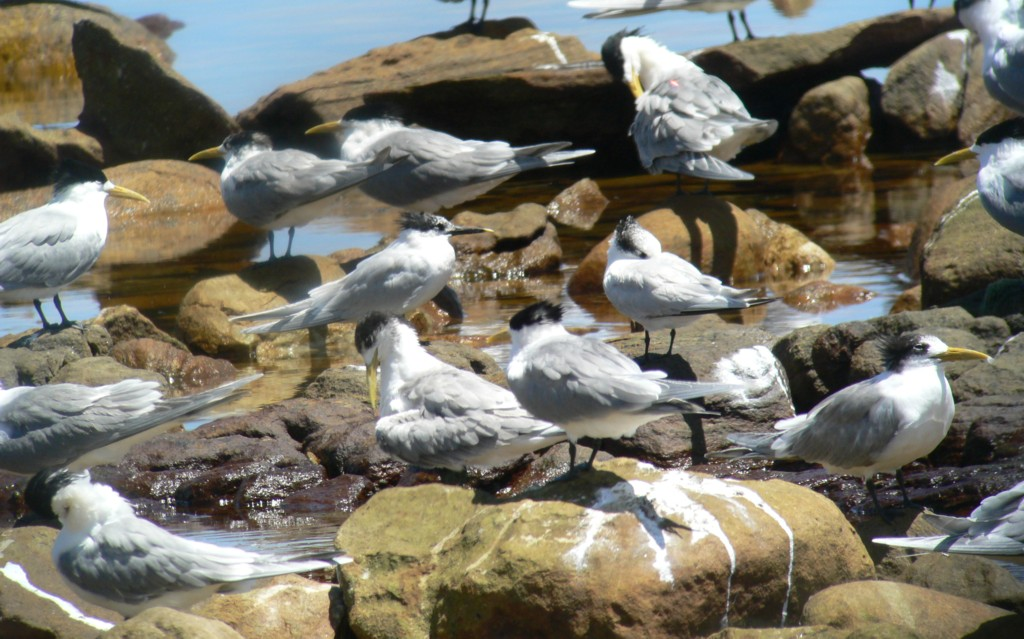
T. b. bergii se reposant avec des Sternes caugeks en Afrique du Sud.

La pêche commerciale peut avoir des effets positifs et négatifs sur la Sterne huppée. Le taux de survie des jeunes est amélioré lorsque les rejets des chalutiers fournissent de la nourriture et les énormes augmentations de population dans le sud-est du golfe de Carpentarie sont très probablement liées au développement d'une pêche au chalut de la crevette. Inversement, la pêche à la senne coulissante réduit l'approvisionnement alimentaire disponible et les fluctuations importantes du nombre de jeunes sternes arrivant à l'âge adulte dans la région du Cap en Afrique du Sud sont nettement liées à l'évolution de l'abondance des poissons de mer, qui sont intensivement pêchés par la technique de la senne coulissante. Les sternes peuvent être tuées ou blessées par des collisions avec des releveurs de chalut, pris au piège dans les chaluts ou des objets jetés à la mer, ou accrochés dans les filets de la pêche à la palangre, mais, à la différence des albatros et des pétrels, il existe peu de preuves que l'ensemble de la population soit affecté de façon notable.
Un incident inhabituel a été l'engluage de 103 de ces sternes au large de Robben Island, en Afrique du Sud, par de la mousse produite par une combinaison de l'action des vagues, des mucilages d'algues et du phytoplancton. Après traitement, 90 % des oiseaux ont pu être remis en liberté.

### Statut
La Sterne huppée a une très grande aire de répartition, estimée entre 1 et 10 millions de kilomètres carrés. Sa population n'a pas été quantifiée, mais on ne croit pas qu'elle approche des seuils de menace, soit pour le critère du nombre d'individus (moins que 10 000 individus matures), soit pour le critère de vitesse de déclin de la population (baisse de plus de 30 % en dix ans ou trois générations) des listes de l'UICN. Pour ces raisons, l'espèce est considérée comme étant en situation peu préoccupante à l'échelle mondiale. Cependant, il existe des préoccupations pour les populations de certaines zones telles que le golfe de Thaïlande où l'espèce ne niche plus et en Indonésie, où la récolte des œufs a provoqué une baisse des populations.
Toutes les sous-espèces sauf T. b. cristata sont protégées en vertu de l'accord sur la conservation des oiseaux d'eau migrateurs d'Afrique-Eurasie (AEWA). Les parties signataires de l'accord sont tenues de s'engager sur un large éventail de mesures de conservation décrites dans un plan d'action détaillé. Le plan est destiné à traiter des questions essentielles telles que la conservation de l'espèce et de son habitat, la gestion des activités humaines, la recherche, l'éducation et l'application de l'accord.